# Netty Engels-Geurts
Netty Engels-Geurts (Roggel, 25 november 1941 - Schinnen, 24 juli 2019) was (samen met haar echtgenoot) schrijfster van kookboeken van met name Limburgse streekgerechten. Ze volgde de opleiding N 12 (huishoud/kooklerares aan de toenmalige huishoudschool), daarna werd ze diëtiste en werkte ze op verschillende scholen en in het ziekenhuis van Sittard, eerst als diëtiste en later als hoofd voeding in het zelfde ziekenhuis. Later haalde ze ook haar akte N 18. Hier schreef ze enkele vakboeken over zoals "Grote keukenorganisatie en diëtetiek" voor de diëtistenopleiding van het ziekenhuis in Sittard, waar ze destijds met haar werk als diëtiste les gaf. Met een paar collega's schreef ze het boek "Samen afslanken".
Vanaf 1976 schreef ze samen met haar echtgenoot Wil Engels ook kookboeken. Eerst met Limburgse recepten en later ook gewone kookboeken. Inmiddels heeft het echtpaar al meer dan 35 kookboeken uitgegeven. Door hun dochter Peetjie, die het syndroom van Down heeft, ging ze vanaf 1996 na de oprichting van de Stichting PIT (Persoonlijke Interpretatie Therapie) werken met mensen met andere mogelijkheden door materialen te ontwikkelen waarmee ze mensen met een verstandelijke handicap leerde lezen, rekenen en schrijven. Hiervoor volgde ze een opleiding bij prof. Feuerstein in Israel. Ze werkte niet alleen in Nederland maar ook in Tsjechië, België en Kenia.
Netty Engels-Geurts was lid van de Commissie Veldeke-Volkscultuur en woonde in Thull.  
In 2019 kreeg ze de driejaarlijkse Jo Hansenpries voor volkscultuur.

## Werken
- Receptenleer voor de groot keuken,  1971 (i.s.m. T. van Zwieten)
- Kostenberekening van diëten voor extra-murale patiënten, 1973 (i.s.m. M. Boonen, M. Hermans. N. Koenen Hingst)
- Samen afslanken, 1975(i.s.m. N. Koenen-Hingst)
- Bokeskook, m’n opzat moorevlaai, 1977
- Dieetleer, 1978
- Limburgs vlaaienboek, 1978, herziene druk 1989 (i.s.m. Wil Engels)
- Liefdesappels, rozenblaadjes en viooltjessap, 1978
- Preskop prutskes pootjes, 1980
- Meiwijn saliemelk gemberbier, 1981
- Apparatuur en organisatie van de groot keuken, 1983
- Ons dagelijks brood zelf bakken, 1983 (i.s.m. Wil Engels)
- Gebak zelf maken, 1983(i.s.m. Wil Engels)
- Lekker brood bakken, 1983(i.s.m. Wil Engels)
- Kook lekker met Limburgs bier, 1984(i.s.m. Wil Engels)
- Heerlijke gerechten uit de Limburgse keuken, 1984 (i.s.m. Wil Engels)
- Speculaas en andere koekjes zelf bakken, 1984 (i.s.m. Wil Engels)
- Inmaken van fruit, 1984 (i.s.m. Wil Engels)
- Hartig brood zelf maken, 1984 (i.s.m. Wil Engels)
- Pizza en ander hartig brood zelf bakken,  1985 (i.s.m. Wil Engels)
- Vlaaien,  1985 (i.s.m. Wil Engels)
- Heerlijke gerechten uit de Limburgse keuken en Annadal variaties toe, 1985 (i.s.m. Wil Engels)
- Inmaken en bewaren, 1986 (i.s.m. Wil Engels)
- Hartig gebak zelf maken, 1986 (i.s.m. Wil Engels)
- Gezinsbakboek (i.s.m. H Molenberg), 1986
- Pannenkoeken poffertjes en wafels,  1987 (i.s.m. Wil Engels)
- Het nieuw volkoren bakboek,  1987 (i.s.m. Wil Engels)
- Traditionele feestgerechten het jaar door 1988 (i.s.m. Wil Engels)
- Limburgs vlaaienboek
- Bakken met plezier, 1992 (i.s.m. Wil Engels)
- Limburg op z’n lekkerst,  1997 (i.s.m. Wil Engels)
- Mathematika-krok za krokem (In Tsjechische  republiek), 2000
- Vlaai en ander Limburgs gebak,  2002 (i.s.m. Wil Engels)
- Zelf brood bakken in de oven en in de broodbakmachine, 2004 (i.s.m. Wil Engels)
- Limburgs op de kaart, 2006 (i.s.m. Wil Engels)
- Koken met Limburgs bier,  2008 (i.s.m. Wil Engels)
- Leer Limburgs koken,  2012 (i.s.m. Peetjie Engels)
- I read letter by letter,  2015
- Van moestuin tot appelmoes,  2016 (i.s.m. Wil Engels)
- Limburg op z'n lekkerst, 2019 (i.s.m Wil Engels)

## Weblinks
- Stichting PIT Schinnen
- PIT Kenya - Personal Integration and Therapy

- Nederlandse Thesaurus van Auteursnamen: 070260338
- Virtual International Authority File: 287271963